# Antón Lamazares
Antón Lamazares (Španělsko, 1954) je španělský malíř z generace 80 let, stejně jako José María Sicilia, Miquel Barceló nebo Víctor Mira. Ve svých dílech Lamazares pracuje se dřevem a s lepenkou a vytváří osobitý jazyk na základě experimentování s laky, ale i jinými látkami. Jeho styl se postupně vyvíjí od počátečního hravého expresionismu směrem k informalismu a abstrakci, s jistým sklonem k minimalismu v poslední etapě, kdy přijímá dialog mezi duší a pamětí, a také mezi smyslovostí a duševnem, snem a poezií. Jeho díla si získala mezinárodní věhlas, byla vystavována v mnoha městech různých světadílů a jsou součástí sbírek velkých uměleckých institucí, jako jsou Museo Nacional de Arte Contemporáneo Reina Sofia, Centro Galego de Arte Contemporánea nebo Museo de Arte Contemporáneo de Madrid. Zastoupena jsou také v řadě soukromých sbírek a sbírek nadací.

## Život

### První roky – malířství a poezie
(Galicie, 1954-1977)

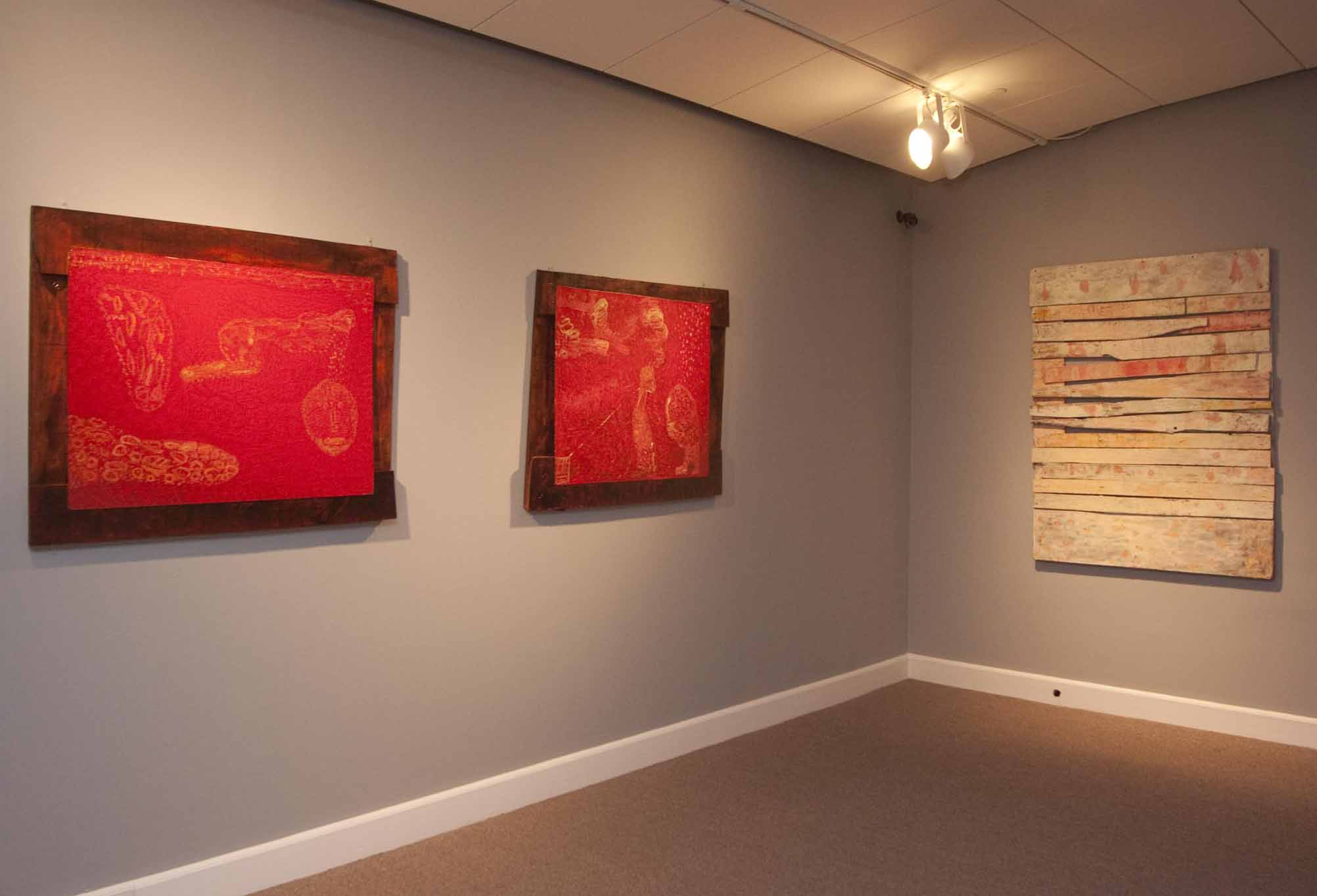
Díla ze sérií Sueño e colorao a Titania e Brao

Lamazares se narodil 2. ledna 1954 v Maceiře, což je obec v katastrálním území Lalín (Pontevedra, Galicie). Dětství strávené na venkově zanechalo hlubokou stopu v jeho obrazotvornosti a v jeho tvůrčím procesu. Velkou část svého vzdělání získal na internátě ve františkánském klášteře v Herbónu v letech 1963 až 1969. Během té doby se horlivě čte, zejména díla antických klasiků. Na konci šedesátých let začíná psát poezii a spřátelí se se spisovatelem Álvarem Cunqueirem i s malíři Laxeirem a Manuelem Pesquierou, kteří se stanou jeho prvními výtvarnými vzory. Jeho tvůrčí zájem se postupně přesouvá k malířství a rozhodne se být samoukem. V tomto ohledu byla klíčová dlouhá cesta, kterou v roce 1972 po různých evropských zemích, kde na místě studoval malbu jím nejvíce obdivovaných mistrů: Van Gogha, Paula Kleeho, Rembrandta či Joana Miróa, a posléze i Antoni Tàpiese, Manolo Millarese, Alberto Giacomettiho a Francis Bacona nebo oceánské a středověké umění.
Po návratu zůstává v Barceloně, kde pracuje jako stavební dělník a zkoumá tamější střediska výtvarného umění, zvlášť kolekce románského umění v Museu Marés a v Katalánském národním muzeu umění. Potom se vrací do Madridu, kde se znovu setkává se svým učitelem Laxeirem a kde se seznámí s básníkem Carlosem Ozorou, jehož přátelství je pro malíře velmi důležité, neboť dialog mezi malbou a poezií se stane stálicí v jeho tvorbě.
Roku 1973, v 19 letech, jeho obrazy začínají být vystavovány na kolektivních a individuálních výstavách. Roku 1973 narukoval k námořnictvu v El Ferrolu. 27. září téhož roku, po procesech v Burgosu, je šokován zprávou o posledních popravách frankistické diktatury. Jeden z popravených je jeho přítel Humberto Baena, pětadvacetiletý rodák z Pontevedry. Lamazarese popadne hluboká deprese a je hospitalizován v psychiatrické léčebně. Během té doby píše básnickou sbírku Adibal.

### Od expresionismu karte poveraabifrontálnímalbě
(Madrid-New York, 1978-1989)

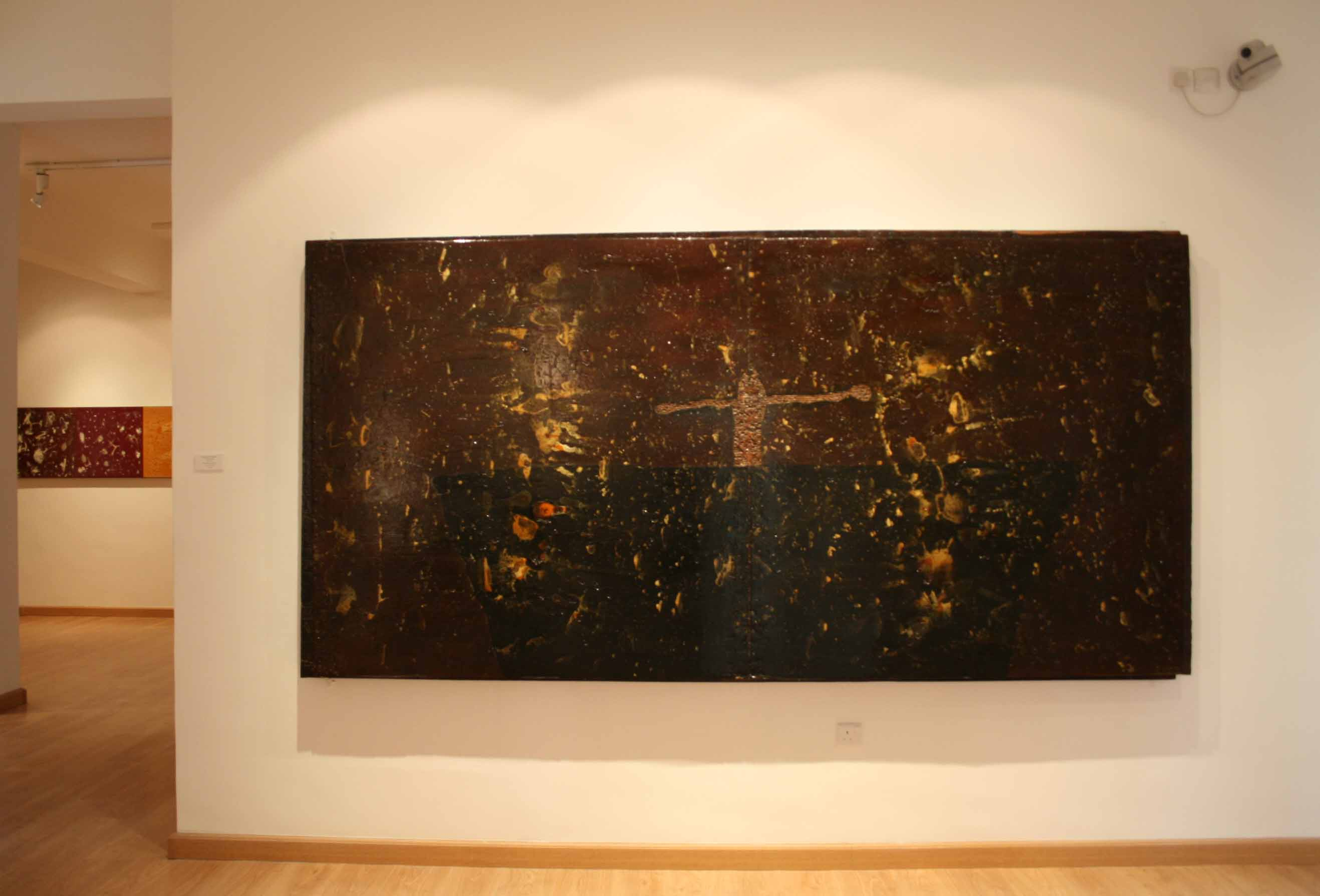
Mauro, z Gracias vagabundas, v Jordánské národní galerii

V roce 1978 se natrvalo přestěhuje do Madridu, kde naváže pevné přátelství s malířem Alfonsem Frailem, s galeristkou Juanou Mordó, kritikem umění a básníkem Santiagem Amónem a neurologem Albertem Porterou, který se stal tmelící osobností široké skupiny umělců – spisovatelů, filmařů, hudebníků a malířů, kteří se scházejí o víkendech na jeho statku v Mataborricos, kde Lamazares uskuteční venkovní výstavu v roce 1979.
Osmdesátá léta znamenají intenzivní práci a také širokou projekci: Lamazaresovo dílo si vydobylo vlastní prostor na španělské i zahraniční scéně, když umělci ještě nebylo 30 let. Na svých obrazech promítá figury hravého a snového ducha expresionistického rázu s výraznou barevností a mocnou originalitou. Vystavuje v galerii Juany Mordó v Madridu, Elizabeth Franckové v Belgii a v Sala Gaspar v Barceloně. Hned poté se přestěhuje do New Yorku, kde zůstane dva roky na Fulbrightově stipendiu, a jeho malby se vyvíjí směrem k čistějšímu a tělesnějšímu pojetí, jak ukazuje výstava v newyorské galerii Bruno Fachetti. Žije střídavě v New Yorku a Salamance a v roce 1988 cestuje po Malé Asii – navštěvuje chrám v Didimě na počest Hölderlinova Hyperiona – a do Istanbulu, kde mu učarují byzantské kostely. Jejich obraznost je poznat na dílech prezentovaných v Galerii Miguel Marcos, jež byla vytvořena tak, že různé kusy dřeva byly položeny vedle sebe. V roce 1990 připraví další sérii děl, koncipovanou tak, aby mohla být pozorována z obou stran. Umělec ji proto pojmenoval bifrontální malby.

### Sochařská a velkoformátová malba
(Paříž-Madrid, 1990-2003)

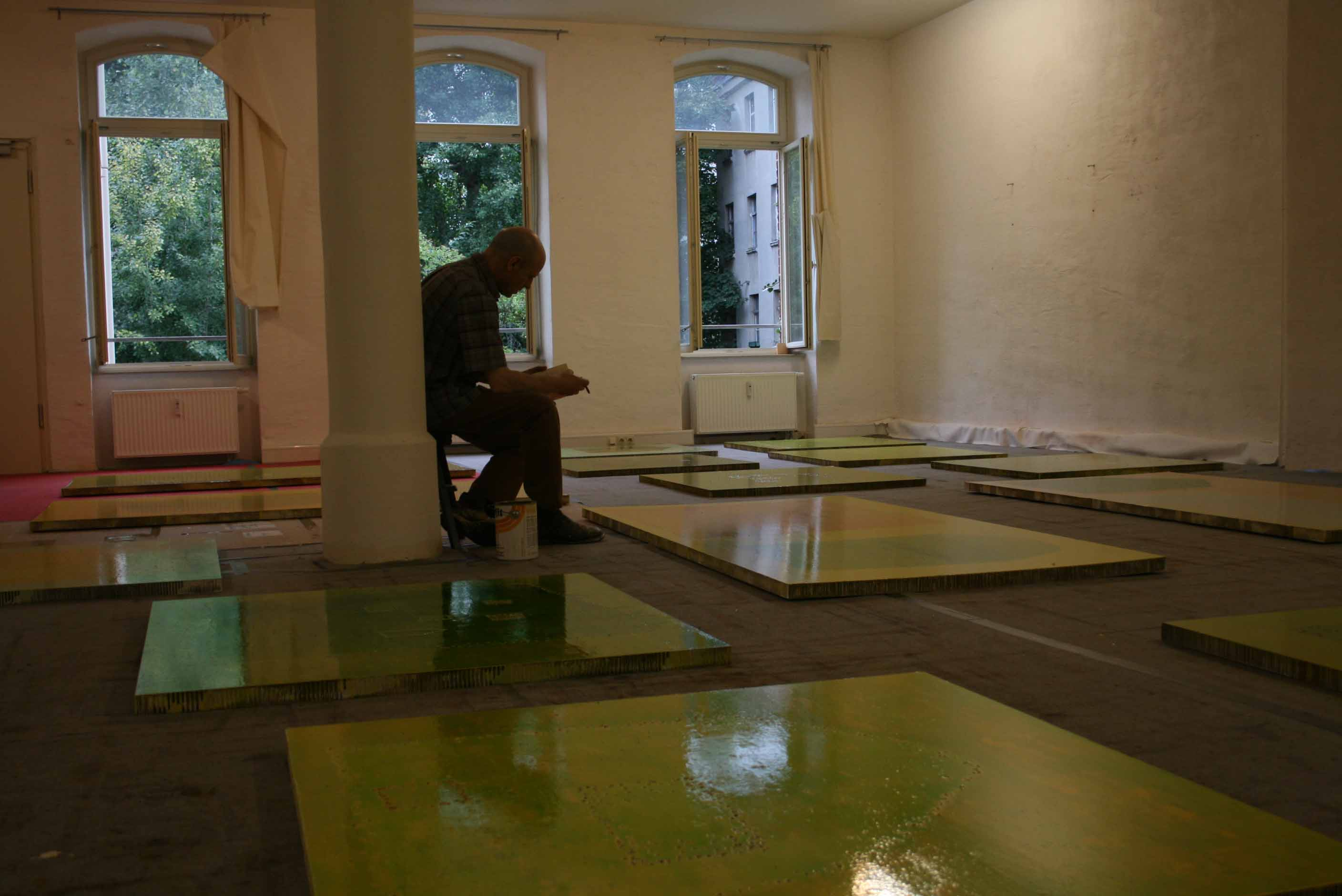
Antón Lamazares ve své dílně

Během let 1990 a 1991 je stipendistou Cité des Arts v Paříži a v 1991 otevře velkou dílnu v Madridu, kde pracuje na sériích Gracias vagabundas a Desazón de vagabundos. Na pozvání Centra Galego de Arte Contemporánea pobývá od května do listopadu roku 1996 v Galícii a maluje sérii Gracias do lugar: Eidos de Rosalía, Eidos de Bama. Od června do listopadu 1997 maluje v plenéru na lokalitě Santa Baia de Matalobos Bés de Santa Baia. Roku 1998 maluje v Madridu sérii Titania e Brao, poctu kastilskému létu, a potom se věnuje dílu Pol en Adelán. Pracuje také na dílech grafického designu, jako např. rytiny, které doprovázejí pět textů od Gustava Martína Garza v umělcově knize El Canto de la Cabeza nebo litografie, které doprovázejí Itinerarium od Egeriy, které velmi kladně přijal Le Monde Diplomatique a jmenoval ji knihu roku ve Francii. V roce 2001 uspořádá velkou výstavu na Estación Marina v A Coruni, pod názvem Un saco de pan duro.
Jeho tvorba je vybrána pro mezinárodní výstavu v rámci programu Ministerstva zahraničních věcí Španělské umění pro zahraničí, spolu s tvorbou jiných španělských umělců jako jsou Saura, Chirino, Hernández Pijuan, Millares, Serrano, Oteiza nebo Tàpies. Lamazares cestuje do Florencie a Assisi, aby se přiblížil některým renesančním dílům i universu svatého Františka, kterému věnuje svou novou sérii Follente Bemil.

### Od abstrakce k poetickému minimalismu
(Berlin, od 2004)'

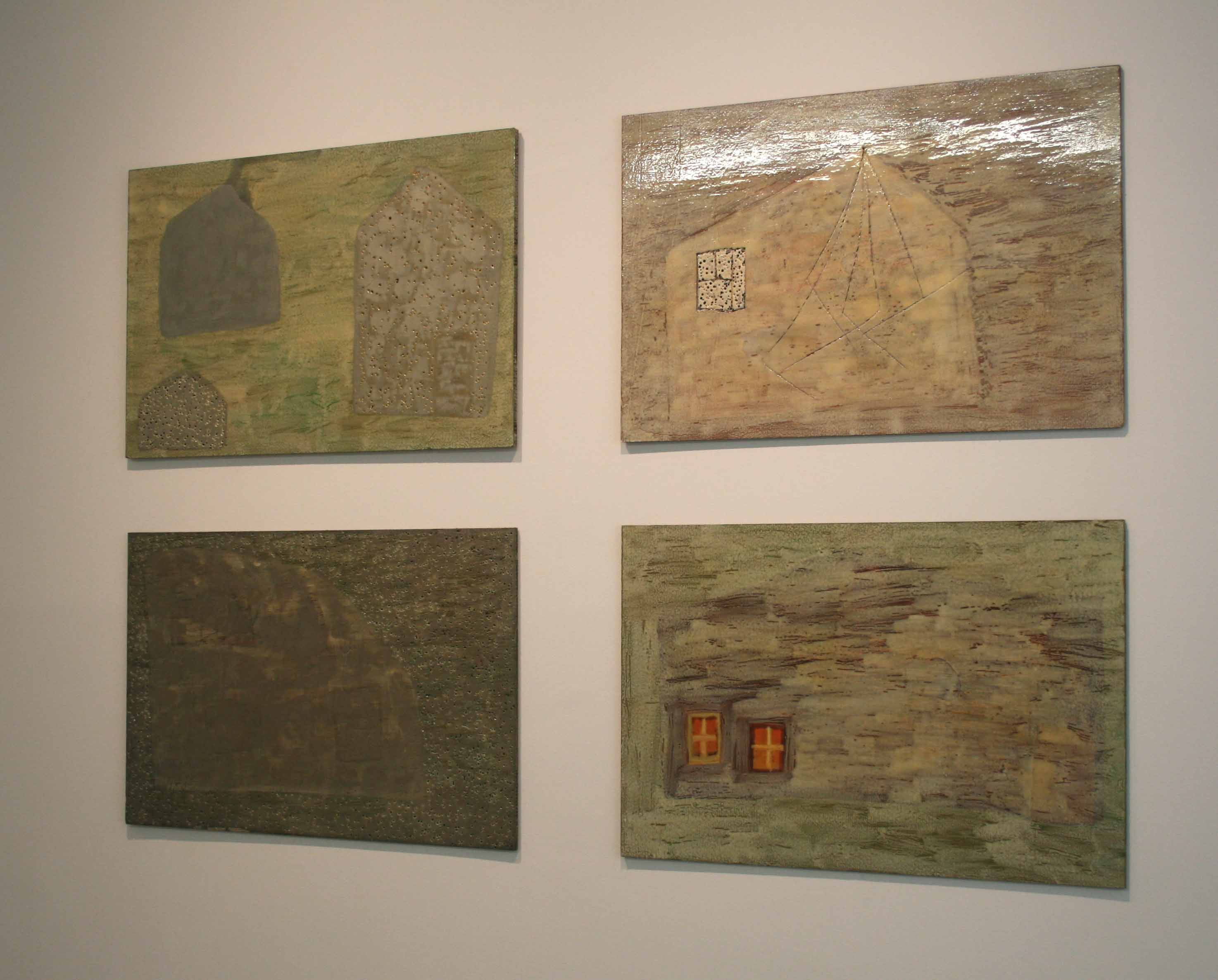
Výstava Domus Omnia v Santiagu de Compostela

Stěhuje se do Berlina, kde žije dodnes. Po otcově smrti začíná sérii E fai frío no lume (V ohni je zima). Uspořádá velké výstavy ve Slovinsku a také v Maďarsku, v Muzeu-kostele Kiscelli v Budapešti.

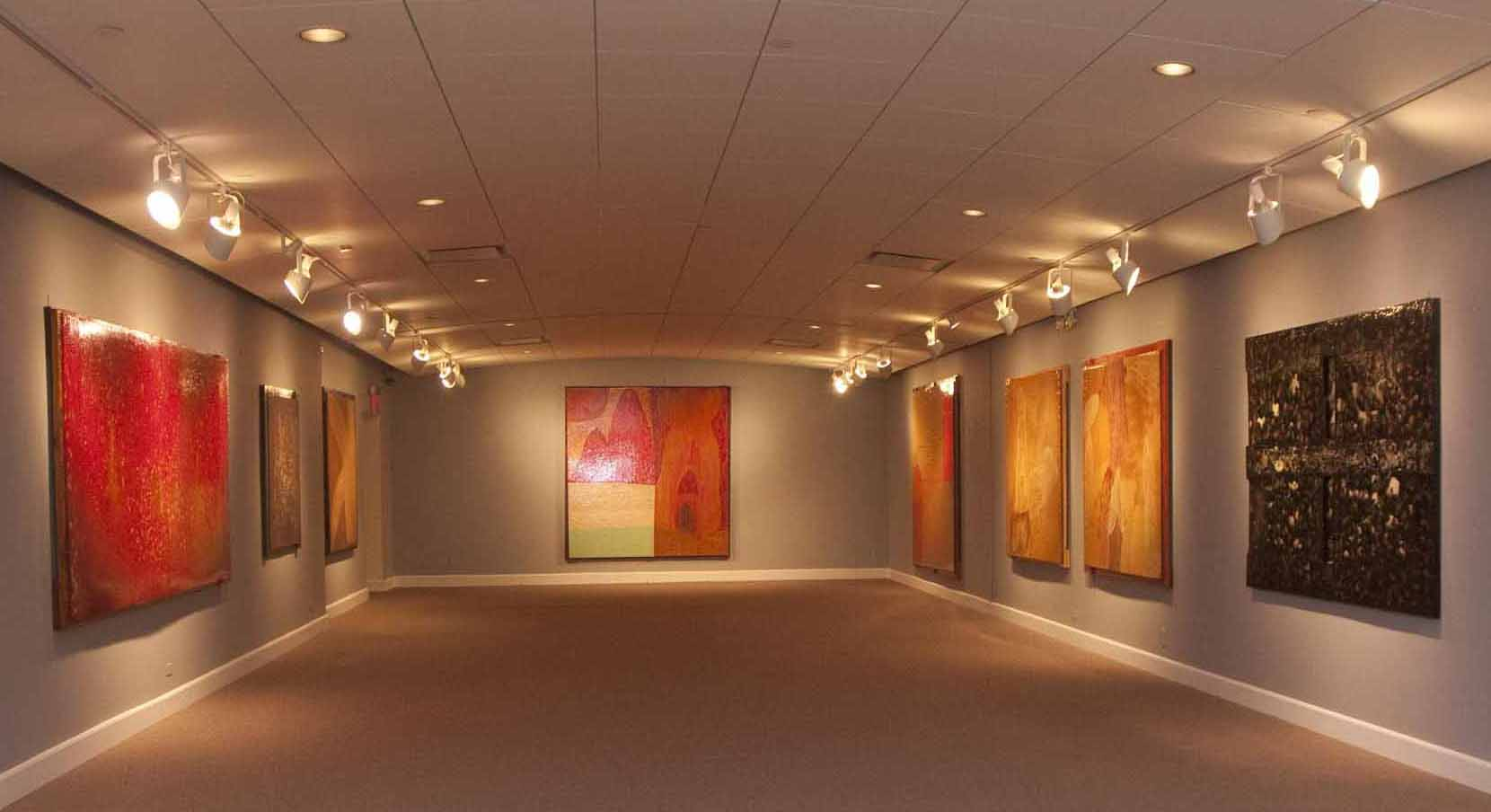
Lamazaresova výstava v New Yorku, 2009

 Potom se věnuje sérii Domus Omnia a spolupodílí se svými rytinami na dalších dvou uměleckých knihách s básněmi od Orozy: Deseo sin trámite, kde vytvořil jednu serigrafii, a Un sentimiento ingrávido recorre el ambiente, pro kterou udělal pět litografií. V roce 2008 vystavuje Horizonte sin dueño v Jordánské národní galerii (Amán) a výbor svých grafik v Institutu Cervantes v Damašku (Sýrie), kde mu básník Taher Rizad věnuje básnickou sbírku Cantos de Lamazares. V roce 2009 vystavuje v New Yorku – na Queen Sofía Spanish Institute – a také v Orense (Španělsko) v Centro Cultural de la Diputación. Zúčastňuje se i putovní výstavy věnované básníkovi Vicentemu Aleixandremu a obdrží Cenu Laxerio za svou uměleckou dráhu a mezinárodní ohlas. V roce 2010 vystavuje své dílo v Univerzitním kostele v Santiagu de Compostela a také v Tui. Na tamější mezinárodním filmovém festivalu Play-Doc je uveden celovečerní film Horizonte sin dueño od Nayry a Javiera Sanzových (Rinoceronte Films), který představuje svět malby, poezie a přírody očima Antóna Lamazarese.